# Pietro da Cortona

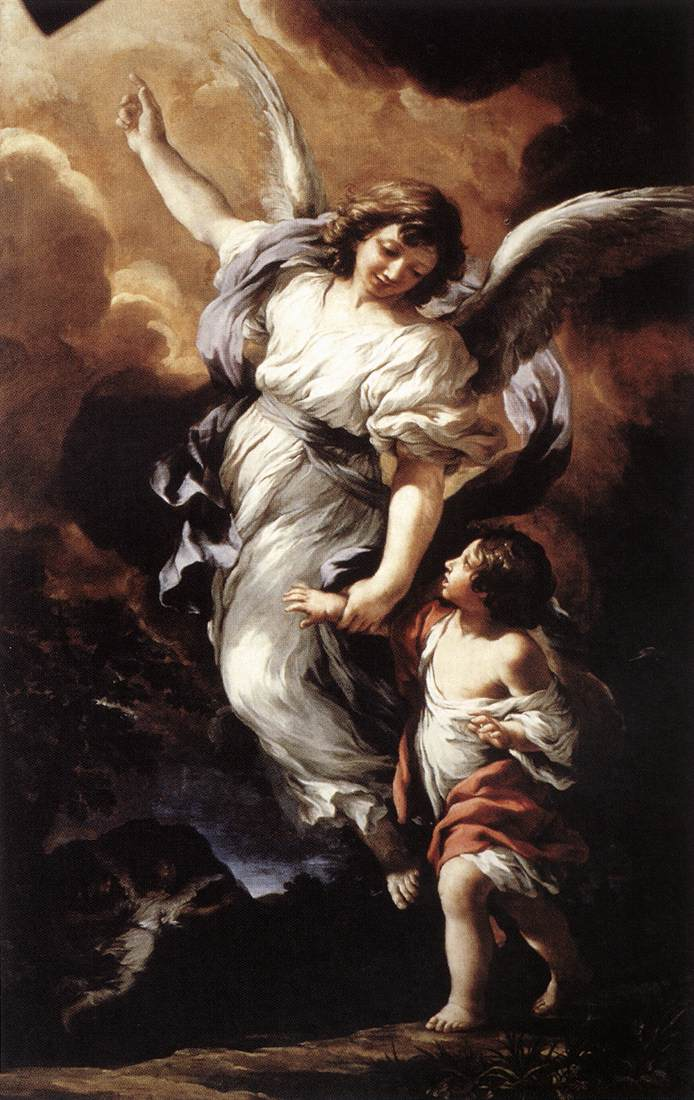
Îngerul păzitor (1656, Galleria Nazionale d'Arte Antica Roma)

Pietro da Cortona (numele civil: Pietro Berrettini) (n. 1 noiembrie 1596, Cortona, Toscana, Italia – d. 16 mai 1669, Roma, Statele Papale) a fost un însemnat arhitect și pictor al barocului.